# Horný Bar
Horný Bar és un poble i municipi d'Eslovàquia que es troba a la regió de Trnava, a l'oest del país.

## Història
La primera menció escrita de la vila es remunta al 1245.

## Demografia
| Godina             | 1994 | 2004    | 2014   | 2024   |
| ------------------ | ---- | ------- | ------ | ------ |
| Nombre de persones | 1074 | 1208    | 1255   | 1313   |
| Diferència         |      | +12,47% | +3,89% | +4,62% |

| Godina             | 2023 | 2024   |
| ------------------ | ---- | ------ |
| Nombre de persones | 1306 | 1313   |
| Diferència         |      | +0,53% |